# Rio Verde (Goiás)
Rio Verde is een kleine stad en gemeente in de Braziliaanse deelstaat Goiás gelegen op 229 km van Goiânia, de hoofdstad van de deelstaat en 420 km van Brasilia, de hoofdstad van Brazilië.
Het is een snel groeiende stad en de grootste producent van graan in Goiás.

## Aangrenzende gemeenten
De gemeente grenst aan Aparecida do Rio Doce, Cachoeira Alta, Caiapônia, Castelândia, Jataí, Maurilândia, Montividiu, Paraúna, Quirinópolis, Santa Helena de Goiás en Santo Antônio da Barra.

## Verkeer en vervoer
De plaats ligt aan de radiale snelweg BR-060 tussen Brasilia en Bela Vista. Daarnaast ligt ze aan de wegen BR-452 en GO-174.

## Geboren
- José Eliton (1972), gouverneur van Goiás[3]